# Kanton Artix et Pays de Soubestre
 Artix et Pays de Soubestre  is een kanton van het Franse departement Pyrénées-Atlantiques. Het kanton maakt deel uit van het arrondissement  Pau.  

 Het telt 27.563 inwoners in 2018.

Het kanton werd gevormd ingevolge het decreet van 25  februari 2014 met uitwerking op 22 maart 2015 met Artix als hoofdplaats. 

## Gemeenten
Het kanton Artix et Pays de Soubestre omvat volgende 55 gemeenten, namelijk alle gemeenten uit de opgeheven kantons Arthez-de-Béarn en Arzacq-Arraziguet alsook enkele gemeenten uit de opgeheven kantons Lescar (5), Orthez (5) en Lagor (2).
- Argagnon
- Arget
- Arnos
- Arthez-de-Béarn
- Artix
- Arzacq-Arraziguet
- Aussevielle
- Balansun
- Beyrie-en-Béarn
- Bonnut
- Bougarber
- Bouillon
- Boumourt
- Cabidos
- Casteide-Cami
- Casteide-Candau
- Castétis
- Castillon
- Cescau
- Coublucq
- Denguin
- Doazon
- Fichous-Riumayou
- Garos
- Géus-d'Arzacq
- Hagetaubin
- Labastide-Cézéracq
- Labastide-Monréjeau
- Labeyrie
- Lacadée
- Lacq
- Larreule
- Lonçon
- Louvigny
- Malaussanne
- Mazerolles
- Méracq
- Mesplède
- Mialos
- Momas
- Mont
- Montagut
- Morlanne
- Piets-Plasence-Moustrou
- Pomps
- Poursiugues-Boucoue
- Saint-Médard
- Sallespisse
- Sault-de-Navailles
- Séby
- Serres-Sainte-Marie
- Urdès
- Uzan
- Viellenave-d'Arthez
- Vignes